# Диджим
Диджим (также чам, киндийо; англ. dijim, cham, cam, kindiyo; самоназвание: dijim) — адамава-убангийский диалект, или язык, распространённый в восточных районах Нигерии (штаты Гомбе и Адамава). Входит в состав кластера дикака ветви ваджа-джен подсемьи адамава. Наиболее близким для него является диалект (или язык) бвилим.
Численность говорящих на диалекте диджим по данным 1968 года составляла 3257 человек, чуть менее половины от всего числа носителей идиомов кластера дикака (общая численность — 7545 человек), по данным 1989 года общее число говорящих на диалектах диджим и бвилим составило около 25 000 человек. На диалекте диджим говорят представители этнической общности джалабе, диджим почти полностью вытеснил из употребления родной язык джалабе — джалаа (чен туум).
Письменность основана на латинском алфавите (основы орфографии диалекта диджим изложены в издании Reading & Writing Book, 2006).

## О названии
Самоназвание диалекта диджим — dijim, самоназвание этнической общности диджим — níi dìjí (в единственном числе), dìjím (во множественном числе). Известны также локальные варианты названия диалекта диджим — «чам» (cham, cam) и «киндийо» (kindiyo).

## Классификация
Идиом диджим входит в состав кластера дикака. Помимо него в данный кластер включается язык/диалект бвилим. Языки/диалекты объединения дикака являются частью подгруппы чам-мона группы ваджа ветви ваджа-джен подсемьи адамава адамава-убангийской семьи.
Идиомы кластера дикака, диджим и бвилим, чаще всего рассматриваются как диалекты (диалектный пучок). В частности, они представлены как диалекты в классификации адамава-убангийских языков, опубликованной в справочнике языков мира Ethnologue; в классификации адамава-убангийских языков, рассматриваемых в работах британского лингвиста Р. Бленча An Atlas of Nigerian Languages и The Adamawa Languages, а также в классификации, опубликованной в базе данных по языкам мира Glottolog. Как самостоятельные близкородственные языки идиомы кластера дикака отмечены в перечне языков подгруппы вийяа, предложенной Р. Бленчем в статье The Wiyaa group, а также в классификации Дж. Гринберга, опубликованной, в частности, в статье В. А. Виноградова «Адамауа-восточные языки» в лингвистическом энциклопедическом словаре.